# Vidovdan

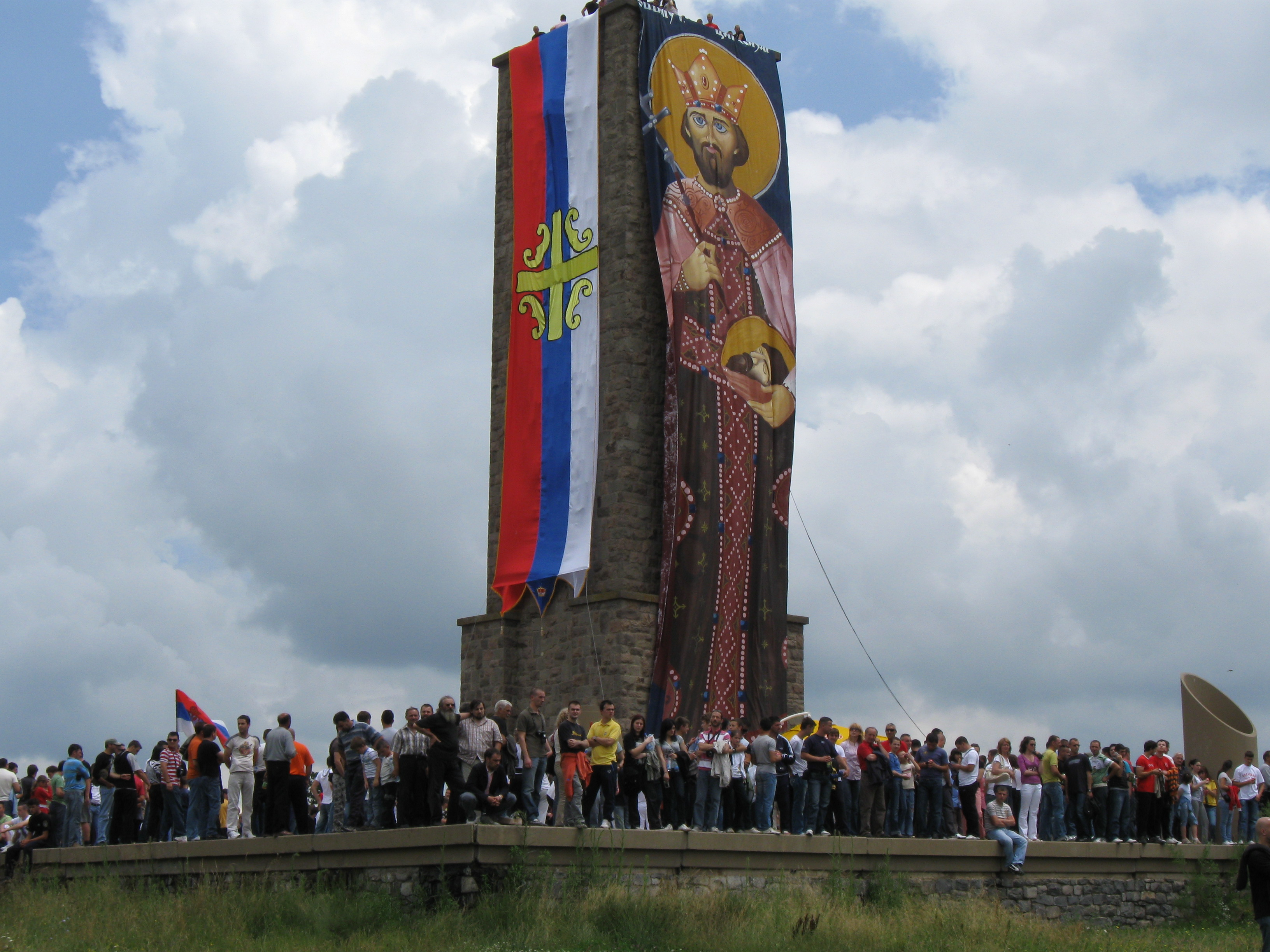
Szent Vitus napjának ünneplése

A Vidovdan (cirill írással Видовдан) vagy Szent Vitus napja a szerb ortodox egyház és a bolgár ortodox egyház ünnepe. Időpontja a Gergely-naptár szerint június 28. A Vidovdan a szerb egyház egyik legnagyobb ünnepe. Bulgáriában Vidovden (Видовден) vagy Vidov den (Видов ден) néven ismert.

## Jelentős események ezen a napon
- 1389 a rigómezei csata, a szerb erők vezette keresztény szövetségesek és az Oszmán Birodalom hadai között. A törökök szétverték Lázár szerb fejedelem hadseregét, ezzel megszűnt a középkori szerb királyság és Lázár fejedelem elesik a csatamezőn.
- 1914 merénylet Szarajevóban Habsburg–Lotaringiai Ferenc Ferdinánd osztrák–magyar trónörökös ellen, ez az első világháborút kirobbantó eseménynek tekinthető.
- 1919 a versailles-i békeszerződés az I. világháború végeztével megkötött béke.
- 1921 a szerb király Alexandar I. Karađorđević kihirdeti a Szerb-Horvát-Szlovén Királyság új alkotmányát.
- 1948 Jugoszlávia hivatalosan kilép a Kominformból.
- 1989 Slobodan Milošević beszéde a rigómezei csata a 600. évforduló alkalmával.
- 2001 Slobodan Milošević volt jugoszláv elnököt kiadták a hágai Nemzetközi Törvényszéknek.
- 2006 Montenegró felvétele az Egyesült Nemzetek Szervezetébe.